# Ро (Милано)
Ро (итал. Rho) град је у Италији у регији Ломбардија. Према процени из 2010. у граду је живело 50.686 становника.

## Становништво
Према резултатима пописа становништва 2011. у општини је живело 50.052 становника.
| 1931.  | 1936.  | 1951.  | 1961.  | 1971.  | 1981.  | 1991.  | 2001.  | 2011.  |
| ------ | ------ | ------ | ------ | ------ | ------ | ------ | ------ | ------ |
| 18.647 | 19.823 | 24.428 | 34.231 | 47.301 | 50.666 | 51.848 | 50.246 | 50.052 |